# Jaroslav Burgr
Jaroslav Burgr (Velké Přítočno, Imperio austrohúngaro, 7 de marzo de 1906-15 de septiembre de 1986) fue un futbolista checoslovaco que jugaba como defensa.

## Selección nacional
Fue internacional con la selección de fútbol de Checoslovaquia en 57 ocasiones. Formó parte de la selección subcampeona de la Copa del Mundo de 1934.

### Participaciones en Copas del Mundo
| Mundial                        | Sede    | Resultado        | Partidos | Goles |
| ------------------------------ | ------- | ---------------- | -------- | ----- |
| Copa Mundial de Fútbol de 1934 | Italia  | Subcampeón       | 1        | 0     |
| Copa Mundial de Fútbol de 1938 | Francia | Cuartos de final | 3        | 0     |

## Clubes
| Club          | País           | Año       |
| ------------- | -------------- | --------- |
| SK Kročehlavy | Checoslovaquia | 1922-1926 |
| Sparta Praga  | Checoslovaquia | 1926-1946 |
| SK Most       | Checoslovaquia | 1946-1948 |

## Palmarés

### Campeonatos nacionales
| Título           | Club         | País                              | Año  |
| ---------------- | ------------ | --------------------------------- | ---- |
| Primera División | Sparta Praga | Checoslovaquia                    | 1927 |
| Primera División | Sparta Praga | Checoslovaquia                    | 1932 |
| Primera División | Sparta Praga | Checoslovaquia                    | 1936 |
| Primera División | Sparta Praga | Checoslovaquia                    | 1938 |
| Primera División | Sparta Praga | Protectorado de Bohemia y Moravia | 1939 |
| Primera División | Sparta Praga | Protectorado de Bohemia y Moravia | 1944 |
| Primera División | Sparta Praga | Checoslovaquia                    | 1946 |

### Copas internacionales
| Título                 | Club         | Sede                   | Año  |
| ---------------------- | ------------ | ---------------------- | ---- |
| Copa de Europa Central | Sparta Praga | Viena (Austria)        | 1927 |
| Copa de Europa Central | Sparta Praga | Praga (Checoslovaquia) | 1935 |